# Менилл
Менилл (др.-греч. Μένυλλος; IV век до н. э.) — македонский комендант Мунихии.

## Биография
По мнению В. Геккеля, Менилл, по всей видимости, был по происхождению македонянином. В 322 году до н. э., после поражения греков в Ламийской войне, регент Антипатр помимо наложения контрибуции и наказания противников Македонии настоял на возвращении государственного устройства Афин ко временам Солона: политические права были предоставлены только состоятельным гражданам. На территорию полиса был введён гарнизон под командованием Менилла. По свидетельству Диодора, перед Мениллом была поставлена задача «воспрепятствовать кому-либо провести изменения в форме правления».
Согласно Плутарху, Менилл был справедливым человеком, и афиняне при нём не претерпевали дополнительных лишений. Он находился в добрых отношениях к Фокионом. Сохранилось предание, что Менилл хотел одарить Фокиона, на что тот ответил: «Ты не лучше Александра, а причина, по которой я мог бы сейчас принять подношение, ничуть не основательнее той, которая тогда не убедила меня его принять». Отказался афинянин и от денег для сына, отметив, что если тот будет вести благоразумный образ жизни, то ему хватит и отцовского состояния, в противном же случае всего будет мало.
После смерти Антипатра в 319 году до н. э. Кассандр, прежде чем известие об этом получит широкую огласку, немедленно заменил Менилла на Никанора, «чтобы оставить главенство за собой и предупредить своего соперника».